# Jan Krenz
Jan Krenz (født 14. juli 1926 i Włocławek - død 15. september 2020 i Warsawa, Polen) var en polsk komponist, dirigent og pianist.
Krenz studerede komposition, klaver og direktion på Musikkonservatoriet i Łódź (1947-1950) hos bl.a. Kazimierz Sikorski. Han skrev to symfonier, orkesterværker, kammermusik, koncertmusik, rekviem, overture og solostykker for mange instrumenter etc. Krenz var dirigent for Det Polske Nationale Radio Orkester (1953-1968). Han var også gæstedirigent for bl.a. Danmarks Radio Symfoniorkester,
Yomiuri Nippon Symfoniorkester i Tokyo, og ledede i en periode Berliner Philharmonikerne, Detroits Symfoniorkester og Det Kongelige Concertgebouw Orkester i Holland. Krenz uropførte Musique funèbre af den polske komponist Witold Lutosławski (1958).

## Udvalgte værker
- Symfoni nr. 1 (1947-1949) - for orkester
- Symfoni nr. 2 "Næsten en fantasi" (1989-1992) - for orkester
- Sinfonietta "For vinde" (1994-1995) - for orkester
- Klaverkoncert (1952) - for klaver og lille orkester
- Rekviem (2007)- for baryton, kor og orkester
- Epitaphion (1989-1990) - for orkester
- Rapsodi (1952) - for strygeorkester, xylofon, tam-tam, pauker og celeste